# 루스 벨라 구티에레스 포르투뇨
루스 에우페미아 벨라 구티에레스 포르투뇨(스페인어: Luz Eufemia Vela Gutiérrez, 1961년 3월 2일 ~ )는 대학 교수 출신의 미국·푸에르토리코 여성 외교관, 정치인이다.

## 주요 이력
1993년에 잠시 2개월간 미국 국무부 예하 남미주국가외교행정특보비서관 직책을 지낸 그녀는 훗날 2009년 1월에서 2013년 1월까지 4년간 푸에르토리코 행정총독 영부인(그녀의 부군이 루이스 포르투뇨)이기도 하였다.

## 같이 보기
- 마리아 리베르타드 고메스 가리가